# بي بي سي آلبا
بي بي سي آلبا (بالإنجليزية: BBC Alba)‏ قناة جهوية إنجليزية تابعة لمجموعة بي بي سي.